# 브라이언 패트릭 웨이드
브라이언 패트릭 웨이드(Brian Patrick Wade, 1978년 6월 9일 ~ )는 미국의 배우이다.